# Topoľové hony
Topoľové hony jsou přírodní rezervace v bratislavské městské části Podunajské Biskupice v okrese Bratislava II v Bratislavském kraji. Území bylo vyhlášeno v roce 1988 a jeho rozloha je 60,06 hektaru. Předmětem ochrany jsou suchomilné panonské doubravy a rostlinná společenstva s klokočem zpeřeným (Staphylea pinnata).